# Liste der Kulturdenkmale in Schleid (Rhön)
Die Liste der Kulturdenkmale in Schleid umfasst die als Ensembles, Straßenzüge und Einzeldenkmale erfassten Kulturdenkmale in der thüringischen Gemeinde Schleid im Wartburgkreis.
Die Angaben in der Liste ersetzen nicht die rechtsverbindliche Auskunft der zuständigen Denkmalschutzbehörde.

## Legende
- Bild: zeigt ein Bild des Kulturdenkmals und gegebenenfalls einen Link zu weiteren Fotos des Kulturdenkmals im Medienarchiv Wikimedia Commons
- Bezeichnung: Name, Bezeichnung oder die Art des Kulturdenkmals
- Lage: Wenn vorhanden Straßenname und Hausnummer des Kulturdenkmals; Grundsortierung der Liste erfolgt nach dieser Adresse. Der Link Karte führt zu verschiedenen Kartendarstellungen und nennt die Koordinaten des Kulturdenkmals.
 Kartenansicht, um Koordinaten zu setzen – in dieser Kartenansicht sind Kulturdenkmale ohne Koordinaten mit einem roten bzw. orangen Marker dargestellt und können in der Karte gesetzt werden. Kulturdenkmale ohne Bild sind mit einem blauen bzw. roten Marker gekennzeichnet, Kulturdenkmale mit Bild mit einem grünen bzw. orangen Marker.
- Datierung: gibt das Jahr der Fertigstellung beziehungsweise das Datum der Erstnennung oder den Zeitraum der Errichtung an
- Beschreibung: bauliche und geschichtliche Einzelheiten des Kulturdenkmals, vorzugsweise die Denkmaleigenschaften
- ID: Die ID identifiziert das Kulturdenkmal eindeutig. In Thüringen sind aktuell keine IDs veröffentlicht. In der ID-Spalte kann sich auch folgendes Icon  befinden, dies führt zu Angaben zu diesem Kulturdenkmal bei Wikidata.

## Ensemble
| Bild | Bezeichnung                   | Lage               | Datierung | Beschreibung | ID |
| ---- | ----------------------------- | ------------------ | --------- | ------------ | -- |
| BW   | Ensemble Dorfplatz Kranlucken | Kranlucken (Karte) |           |              |    |

## Einzeldenkmale nach Gemarkungen

### Schleid
| Bild                           | Bezeichnung                                   | Lage | Datierung | Beschreibung    | ID |
| ------------------------------ | --------------------------------------------- | --- | --------- | --------------- | -- |
| BW                             | Bildstock                                     | Schleid, Am Borscher Weg o. Nr.; in der Feldflur (Karte)                                                      |           |                 |    |
| BW                             | Mariensäule                                   | Schleid, An der Lehmkutte 3; Mühlstraße o.Nr. (Karte)                                                         |           |                 |    |
| BW                             | Wohnhaus                                      | Schleid, Brunnenweg 6 (Karte)                                                                                 |           |                 |    |
| BW                             | Bildstock                                     | Schleid, Hauptstraße 16 (Karte)                                                                               |           |                 |    |
| BW                             | Bildstock                                     | Schleid, Mühlstraße o. Nr., Feldflur (Karte)                                                                  |           |                 |    |
| BW                             | Bildstock                                     | Schleid, Neue Straße o. Nr.; B 278 (Neue Straße) / Schleider Hauptstraße (Karte)                              |           |                 |    |
| BW                             | Denkmal für die Gefallenen des I. Weltkrieges | Schleid, Schleider Hauptstraße o. Nr. (Karte)                                                                 |           |                 |    |
| BW                             | Kastenbrunnen                                 | Schleid, Schleider Hauptstraße o. Nr. (Karte)                                                                 |           |                 |    |
| BW                             | Kreuzschlepper                                | Schleid, Schleider Hauptstraße o. Nr.; Ulsterweg o.Nr.; Verkehrsinsel Schleider Hauptstraße/Ulsterweg (Karte) |           |                 |    |
| BW                             | Pfarrhaus                                     | Schleid, Schleider Hauptstraße 16 (Karte)                                                                     |           |                 |    |
| BW                             | Hofanlage (Landwirtschaft)                    | Schleid, Schleider Hauptstraße 20 (Karte)                                                                     |           |                 |    |
| BW                             | Wohnhaus                                      | Schleid, Schleider Hauptstraße 22 (Karte)                                                                     |           |                 |    |
| BW                             | Gesindehaus                                   | Schleid, Schleider Hauptstraße 24 (Karte)                                                                     |           |                 |    |
| weitere Bilder Fotos hochladen | Katholische Pfarrkirche Maria Schnee          | Schleid, Schleider Hauptstraße 28 (Karte)                                                                     |           | mit Ausstattung |    |
| BW                             | Kirchhof                                      | Schleid, Schleider Hauptstraße 28 (Karte)                                                                     |           |                 |    |
| BW                             | Kruzifix                                      | Schleid, Schleider Hauptstraße 28, im Kirchhof (Karte)                                                        |           |                 |    |
| BW                             | Wohnhaus                                      | Schleid, Schleider Hauptstraße 29 (Karte)                                                                     |           |                 |    |
| BW                             | Wohnhaus                                      | Schleid, Schleider Hauptstraße 38 (Karte)                                                                     |           |                 |    |
| BW                             | Wohnhaus, Gasthaus 'Zum Grünen Baum'          | Schleid, Schleider Hauptstraße 39 (Karte)                                                                     |           |                 |    |
| BW                             | Wohnhaus, Altes Kaplanshaus                   | Schleid, Schleider Hauptstraße 42 (Karte)                                                                     |           |                 |    |
| BW                             | Hoftor                                        | Schleid, Schleider Hauptstraße 42 (Karte)                                                                     |           |                 |    |
| BW                             | Wohnhaus                                      | Schleid, Ulsterweg 1 (Karte)                                                                                  |           |                 |    |
| BW                             | Wegkreuz                                      | Schleid, Unter dem Tänner Weg o. Nr.; Feldflur, Straße Richtung Unterothof (Karte)                            |           |                 |    |
| BW                             | Marienstandbild Maria Regina                  | Schleid, Unterrothof 1; in Gartenanlage neben dem Wohnhaus (Karte)                                            |           |                 |    |
| BW                             | Kruzifix                                      | Schleid, Wesbach o. Nr., Zum Elm (Karte)                                                                      |           |                 |    |
| BW                             | Hofanlage (Landwirtschaft) / Erbhof           | Schleid, Zum Elm 2 (Karte)                                                                                    |           |                 |    |

### Kranlucken
| Bild                                    | Bezeichnung                                                                      | Lage                                                       | Datierung | Beschreibung | ID |
| --------------------------------------- | -------------------------------------------------------------------------------- | ---------------------------------------------------------- | --------- | ------------ | -- |
| BW                                      | Brunnenstock                                                                     | Kranlucken, Adelbert-Schröter-Straße o. Nr. (Karte)        |           |              |    |
| BW                                      | Stele / Gedenkstele für Hochwasser 1913                                          | Kranlucken, Adelbert-Schröter-Straße o. Nr. (Karte)        |           |              |    |
| weitere Bilder Fotos hochladen          | Gasthaus, Wirtshausschild / Zum goldenen Stern                                   | Kranlucken, Adelbert-Schröter-Straße 2 (Karte)             |           |              |    |
| BW                                      | Wohnhaus                                                                         | Kranlucken, Adelbert-Schröter-Straße 3 (Karte)             |           |              |    |
| weitere Bilder Fotos hochladen          | Kirche, Ausstattung, Kirchhof / Katholische Pfarrkirche Heiligste Dreifaltigkeit | Kranlucken, Adelbert-Schröter-Straße 4 (Karte)             |           |              |    |
| BW                                      | Wohnhaus                                                                         | Kranlucken, Adelbert-Schröter-Straße 5 (Karte)             |           |              |    |
| BW                                      | Hofanlage                                                                        | Kranlucken, Adelbert-Schröter-Straße 10 (Karte)            |           |              |    |
| BW                                      | Wohnhaus                                                                         | Kranlucken, Adelbert-Schröter-Straße 11 (Karte)            |           |              |    |
| BW                                      | Wohnhaus                                                                         | Kranlucken, Adelbert-Schröter-Straße 13 (Karte)            |           |              |    |
| BW                                      | ehemaliges Pfarrhaus mit Einfriedung / ehemaliges Pfarrhaus                      | Kranlucken, Adelbert-Schröter-Straße 15 (Karte)            |           |              |    |
| BW                                      | Wohnhaus                                                                         | Kranlucken, Adelbert-Schröter-Straße 16 (Karte)            |           |              |    |
| BW                                      | Wohnhaus                                                                         | Kranlucken, Adelbert-Schröter-Straße 19 (Karte)            |           |              |    |
| BW                                      | Hofanlage                                                                        | Kranlucken, Adelbert-Schröter-Straße 21 (Karte)            |           |              |    |
| BW                                      | Wohnhaus                                                                         | Kranlucken, Adelbert-Schröter-Straße 25 (Karte)            |           |              |    |
| Direkt Bild zu diesem Denkmal hochladen | Madonna                                                                          | Kranlucken, Adelbert-Schröter-Straße 25                    |           |              |    |
| BW                                      | Wohnhaus                                                                         | Kranlucken, Adelbert-Schröter-Straße 29 (Karte)            |           |              |    |
| Direkt Bild zu diesem Denkmal hochladen | Kalkofen                                                                         | Kranlucken, Damian-Ritz-Straße o. Nr., an der K 93         |           |              |    |
| BW                                      | Wohnhaus, Scheune                                                                | Kranlucken, Damian-Ritz-Straße 8 (Karte)                   |           |              |    |
| Direkt Bild zu diesem Denkmal hochladen | Kruzifix                                                                         | Kranlucken, Im Bremer Tal o. Nr., auf dem Friedhof         |           |              |    |
| BW                                      | Backhaus                                                                         | Kranlucken, Kohlbachstraße 2 (Karte)                       |           |              |    |
| BW                                      | Hofanlage                                                                        | Kranlucken, Kohlbachstraße 2 (Karte)                       |           |              |    |
| Direkt Bild zu diesem Denkmal hochladen | Kruzifix                                                                         | Kranlucken, Kohlbachstraße 4, auf dem Friedhof             |           |              |    |
| Direkt Bild zu diesem Denkmal hochladen | Bildstock                                                                        | Kranlucken, Motzlaer Straße o. Nr., Feldflur Am roten Baum |           |              |    |
| BW                                      | Wohnhaus                                                                         | Kranlucken, Schloßstraße 1 (Karte)                         |           |              |    |
| BW                                      | Wohnhaus                                                                         | Kranlucken, Schloßstraße 2 (Karte)                         |           |              |    |
| BW                                      | Wohnhaus                                                                         | Kranlucken, Schloßstraße 3 (Karte)                         |           |              |    |
| BW                                      | Wohnhaus                                                                         | Kranlucken, Schloßstraße 6 (Karte)                         |           |              |    |
| Direkt Bild zu diesem Denkmal hochladen | Umfriedung                                                                       | Kranlucken, Schloßstraße 6                                 |           |              |    |
| Direkt Bild zu diesem Denkmal hochladen | Wappenstein                                                                      | Kranlucken, Schloßstraße 6                                 |           |              |    |
| BW                                      | Wohnhaus                                                                         | Kranlucken, Schloßstraße 7 (Karte)                         |           |              |    |
| BW                                      | Wohnhaus                                                                         | Kranlucken, Unterm Roßberg 1 (Karte)                       |           |              |    |

### Motzlar
| Bild | Bezeichnung                                                     | Lage                                  | Datierung | Beschreibung | ID |
| ---- | --------------------------------------------------------------- | ------------------------------------- | --------- | ------------ | -- |
| BW   | Wohnhaus                                                        | Motzlar, An der Mühle 5 (Karte)       |           |              |    |
| BW   | Kirche Ausstattung Kirchhof / katholische St.-Valentinus-Kirche | Motzlar, Friedensstraße 1 (Karte)     |           |              |    |
| BW   | Wohnhaus                                                        | Motzlar, Friedensstraße 13 (Karte)    |           |              |    |
| BW   | Wohnhaus                                                        | Motzlar, Friedensstraße 18 (Karte)    |           |              |    |
| BW   | Wohnhaus                                                        | Motzlar, Friedensstraße 2 (Karte)     |           |              |    |
| BW   | Wohnhaus                                                        | Motzlar, Friedensstraße 8 (Karte)     |           |              |    |
| BW   | Wohnhaus                                                        | Motzlar, Nüdlingstraße 1 (Karte)      |           |              |    |
| BW   | Wohnhaus                                                        | Motzlar, Nüdlingstraße 7 (Karte)      |           |              |    |
| BW   | Wohnhaus                                                        | Motzlar, Rockenstuhlstraße 16 (Karte) |           |              |    |
| BW   | Wohnhaus                                                        | Motzlar, Rockenstuhlstraße 8 (Karte)  |           |              |    |
| BW   | Wohnhaus                                                        | Motzlar, Zur Grotte 2 (Karte)         |           |              |    |
| BW   | Gefallenendenkmal mit Einfriedung                               | Motzlar, Zur Hohle o. Nr. (Karte)     |           |              |    |
| BW   | Grenztruppenführungsturm                                        | Motzlar, Feldflur (Karte)             |           |              |    |

### Zitters
| Bild                           | Bezeichnung                        | Lage                                     | Datierung | Beschreibung                     | ID |
| ------------------------------ | ---------------------------------- | ---------------------------------------- | --------- | -------------------------------- | -- |
| BW                             | Wohnstallhaus                      | Zitters, Zitterser Dorfstraße 10 (Karte) |           |                                  |    |
| weitere Bilder Fotos hochladen | Katholische Kirche St. Sebastianus | Zitters, Zitterser Dorfstraße 7 (Karte)  |           | mit Ausstattung (Madonna, Kelch) |    |
| BW                             | Kirchhof                           | Zitters, Zitterser Dorfstraße 7 (Karte)  |           |                                  |    |